# 2665 Шрутка
2665 Шрутка (2665 Schrutka) — астероїд головного поясу, відкритий 24 лютого 1938 року.
Тіссеранів параметр щодо Юпітера — 3,620.